# La Longeville
La Longeville korábbi község (település) Franciaországban, Doubs megyében. 2025. január 1-jén Hauterive-la-Fresse, Montbenoît, Montflovin és Ville-du-Pont községgel egyesült és Pays-de-Montbenoît új község része lett.
Lakosainak száma 844 fő (2022. január 1.). La Longeville Gilley községgel határos.

## Népesség
A település népességének változása:
| Lakosok száma | 363  | 352  | 384  | 591  | 737  | 778  | 806  | 823  | 829  | 844  |
|               | 1968 | 1982 | 1990 | 2006 | 2013 | 2015 | 2017 | 2019 | 2020 | 2022 |